# Comité spécial de la Chambre des Communes sur le gouvernement civil du Canada
Le Comité spécial de la Chambre des Communes sur le gouvernement civil du Canada est mis sur pied le 2 mai 1828 « pour faire enquête sur la situation du gouvernement civil du Canada, tel qu'institué par l'Acte constitutionnel de 1791, et de rapporter leurs observations et opinions à la Chambre ».

## Composition
Les 21 membres de la Chambre des Communes britannique qui siègent au comité sont : William Huskisson, C. Wynn, T. F. Lewis, S. Bourne, N. Tindal, James Mackintosh, Sir Robert Wilmot-Horton, 3e baronet, William Vesey-FitzGerald, 2e baron FitzGerald et Vesey, Edward Smith-Stanley, 14e comte de Derby, J. S. Wortley, F. L. Gower, W. B. Baring, J. E. Denison, Thomas Hyde Villiers, M. Fitzgerald, T. Loch, Archibald Campbell, J. A. Fazakerley, T. Wallace, Dudley Ryder, 2e comte de Harrowby et Henry Labouchere, 1er baron Taunton.

## Rapport
Le comité dépose son rapport le 22 juillet 1828.
Sur la question de la tenure des terres, le comité recommande que : 
- « la disposition interprétative contenue dans la Loi des tenures, concernant les terres en franc et commun socage, soit conservée »[4] ;
- les terres des Townships soient concédées suivant la loi de l'Angleterre, et par conséquent qu'un système d'enregistrement soit établi comme dans le Haut-Canada ;
- « la clause dans la Loi des tenures concernant la mutation des tenures »[5] soit rendue inopérante, les droits seigneuriaux de la couronne ne devant pas être conservés ;
- l'octroi des terres suivant le système anglais ne devrait pas interférer avec les droits « des descendants des premiers colons » de s'établir sur des terres inoccupées suivant la tenure seigneuriale « à condition que lesdites terres soient indépendantes et non entremêlées avec les Townships »[6].

Au sujet du système représentatif, le comité recommande qu'il soit reformé afin d'être modelé sur celui du Haut-Canada, qui selon les membres du comité était « fondé à la fois sur la base du territoire et de la population » par opposition à la population seulement.
Au sujet de la constitution du Bas-Canada, spécifiquement sur les questions du revenu public, et des problèmes administratifs, le comité recommande que : 
- la Couronne concède « la surintendance et le contrôle des recettes et des dépenses de tout le revenu public à la Chambre d'Assemblée »[8] ;
- les salaires du gouverneur, des membres du Conseil exécutif, et des juges, soient rendus indépendants des votes annuels de la Chambre d'Assemblée ;
- « des mesures devraient être prises, par des moyens efficaces, et par l'audit régulier des comptes »[9] afin d'empêcher que ne se reproduise un cas de fraude tel que celui impliquant le receveur-général M. Caldwell (en)[10] ;
- des « précautions de même nature » devraient être adoptées pour les shérifs.

Sur la question particulière de la composition des Conseils législatifs des deux provinces, le comité recommande : 
- qu'un caractère plus indépendant soit donné à ces corps ;
- qu'ils ne devraient pas être en majorité composés de « personnes détenant un poste au bon plaisir de la Couronne »[11] ;
- que les juges ne siègent pas dans les Chambres, de même dans les Conseils exécutifs, le juge en chef seulement excepté.

Il recommande de suivre le principe de limiter  « autant que possible » la participation du Parlement britannique dans tout changement de la constitution des Canadas. 
Il recommande de ne pas effectuer l'union législative des deux Canadas. 
Jugeant souffrir d'un manque d'information sur la question des domaines appartenant autrefois aux jésuites, le comité s'abstient de recommander quoi que ce soit sur la question. Cependant, il exprime l'opinion qu'il semblerait « souhaitable que les revenus soient employés à des fins d'éducation générale ».
Au sujet des réserves du clergé dans le Haut-Canada, il recommande : 
- que les besoins religieux des communautés de la colonie soient garantis par d'autres moyens que la réserve d'un septième des terres de la province ;
- qu'il soit considéré par le gouvernement d'aliéner les terres « sujettes à un certain payement de réserve fixe et modéré »[13] après les dix ou quinze premières années d'occupation.